# Сталактит
Сталакти́ты (греч. Σταλακτίτης — «натёкший по капле») — хемогенные отложения в карстовых пещерах в виде образований, свешивающихся с потолка (сосульки, соломинки, гребёнки, бахромы и т. п.).
В узком смысле сталактитами называют кальцитовые натёчно-капельные образования, имеющие форму сосульки с внутренним питающим каналом («трубчатые сталактиты») или без такового.
В широком смысле это могут быть как висящие на потолке натёчные образования разнообразных форм, так и образования в форме сосульки, но имеющие принципиально иной механизм возникновения (ледяные, глиняные, гипсовые, соляные, лавовые сталактиты). Термины «сталактит» и «сталагмит» введены в литературу в 1655 г. датским натуралистом Оле Вормом.

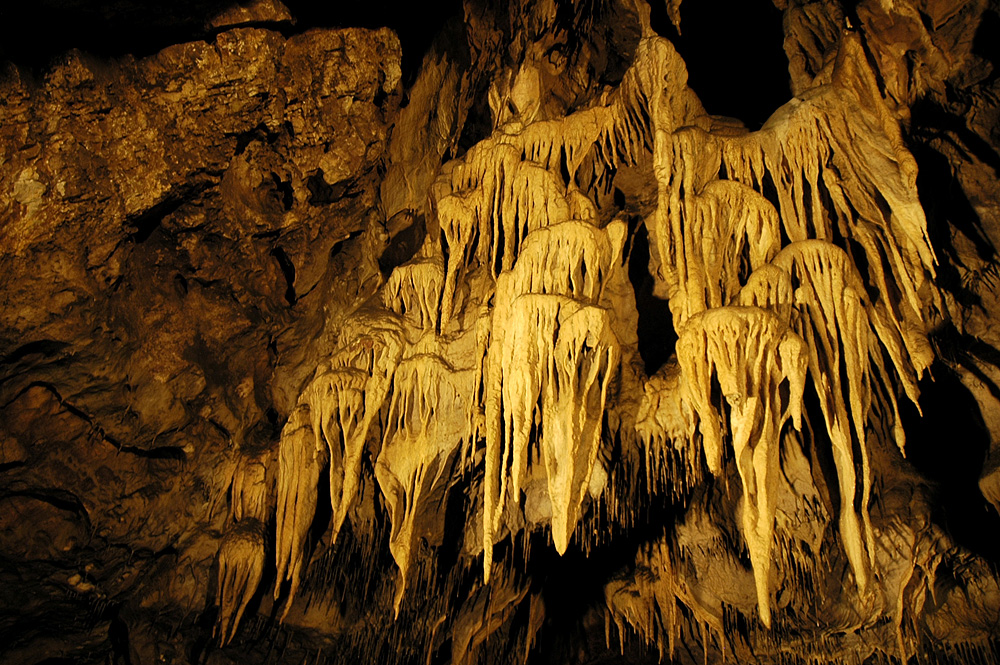
Венгрия
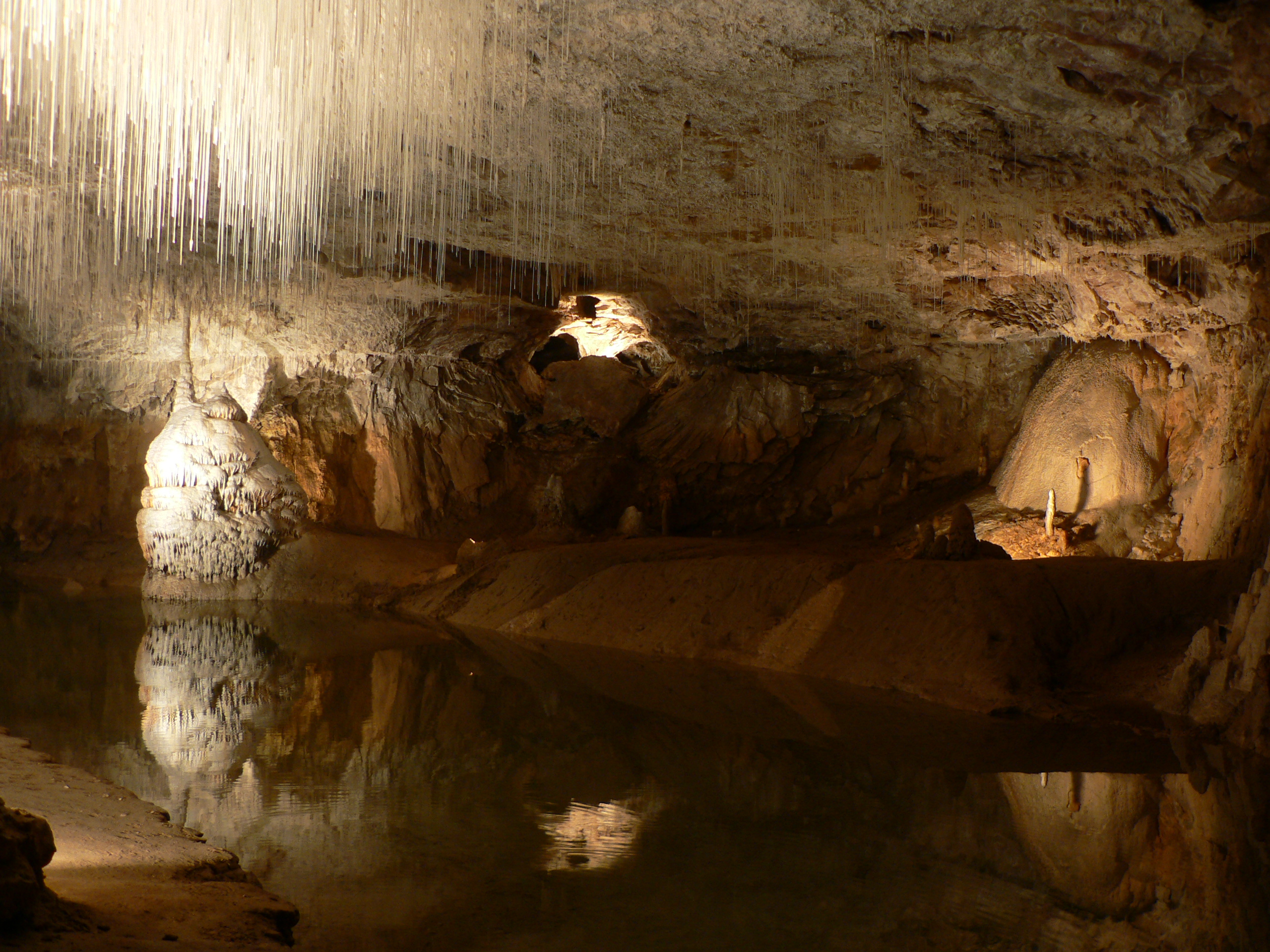
Пещера Шоранш, Франция
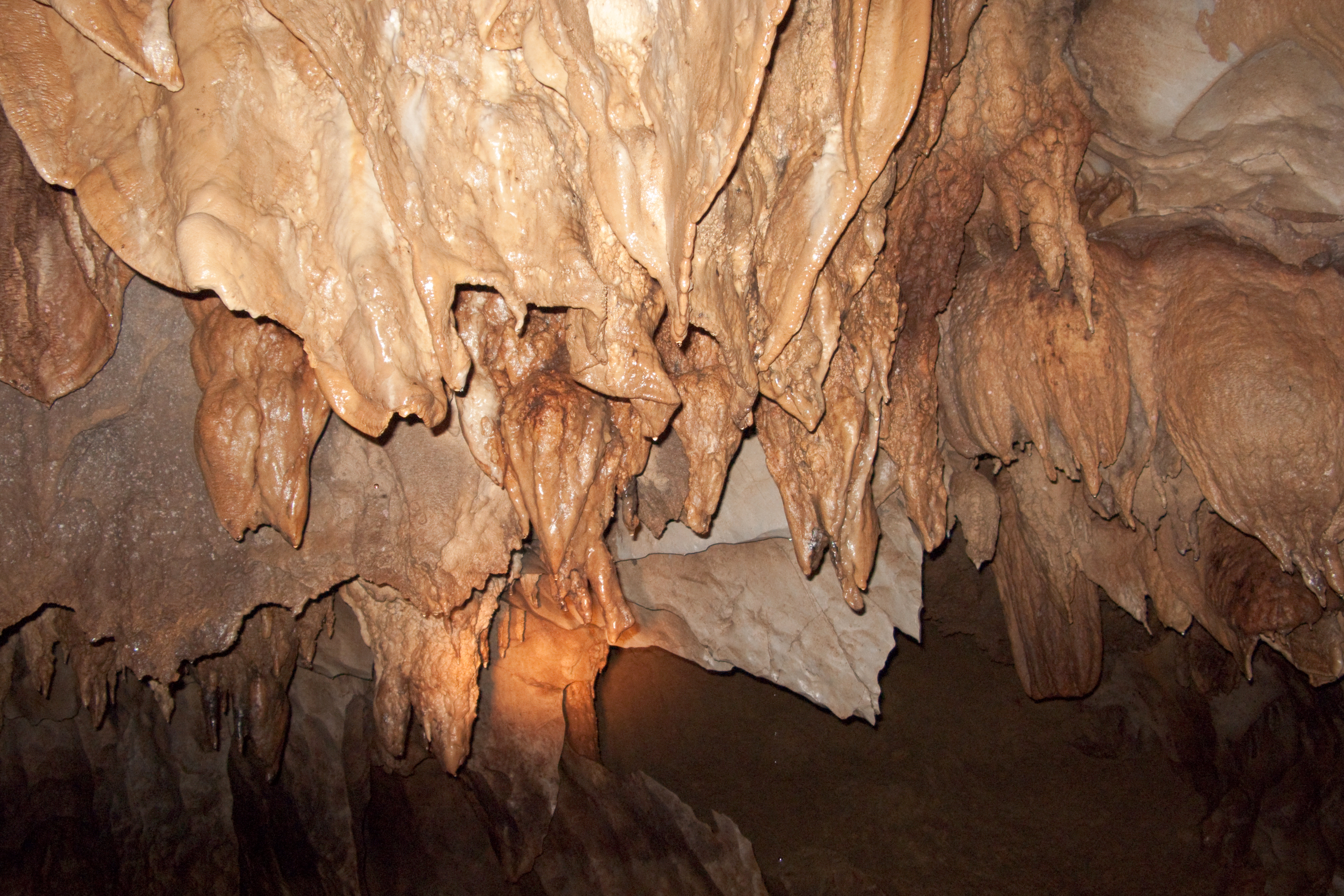
Пуэрто-Принсеса (река), Филиппины
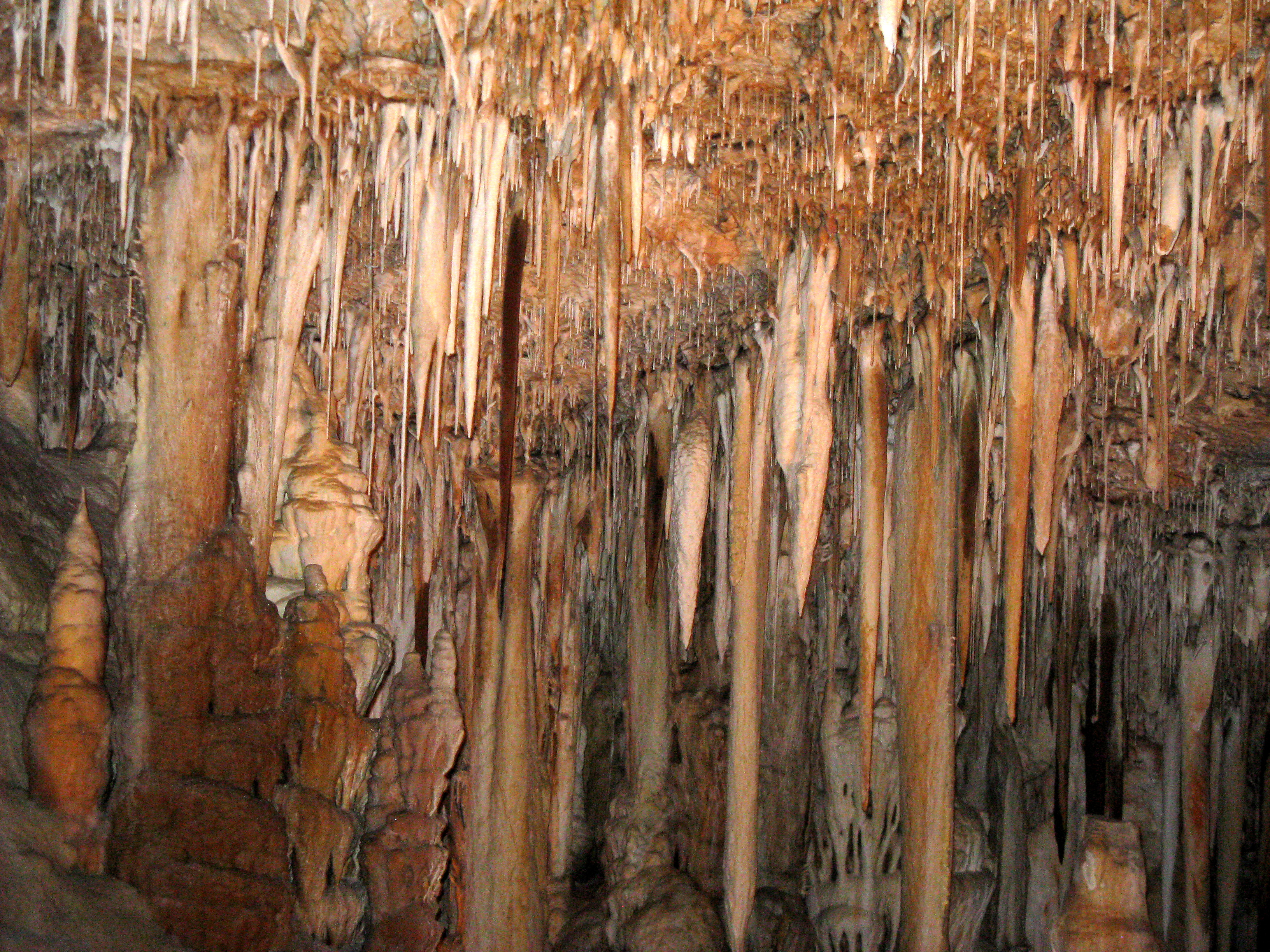
Пещера Сорек, Израиль
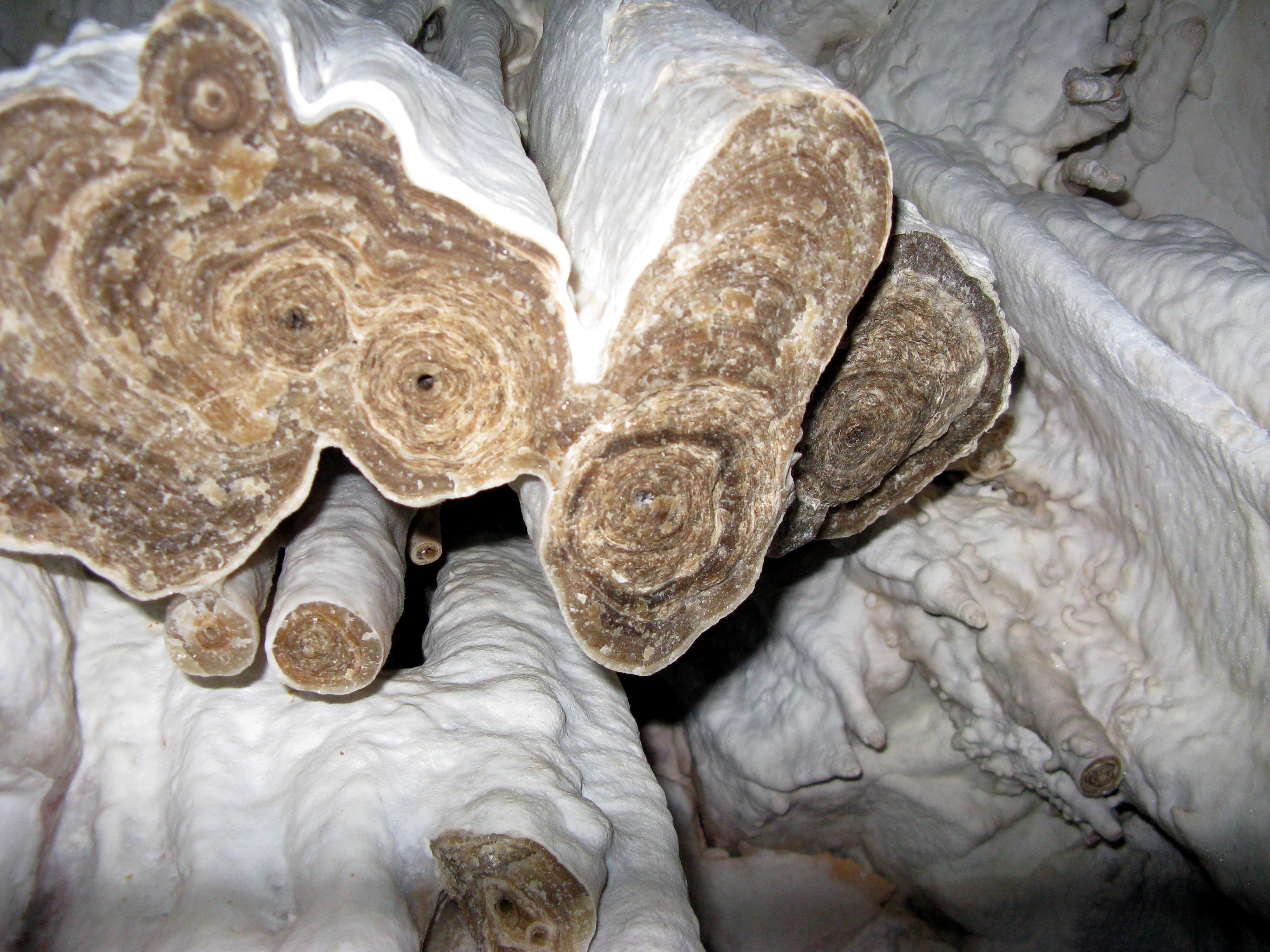
На срезе сталактита видны канальцы, по которым стекает вода (пещера Сорек, Израиль).
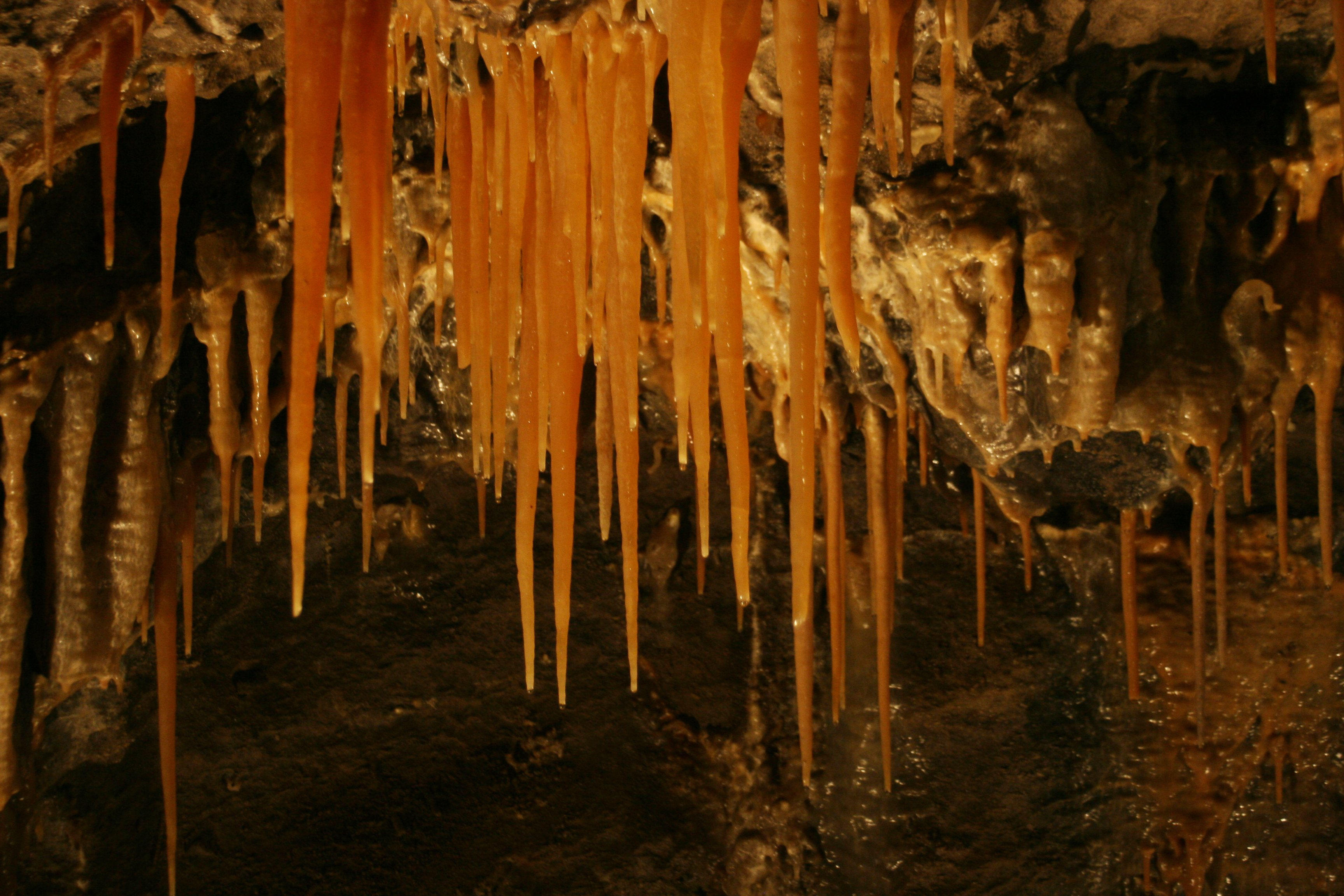
Пещера в Дербишире, Англия
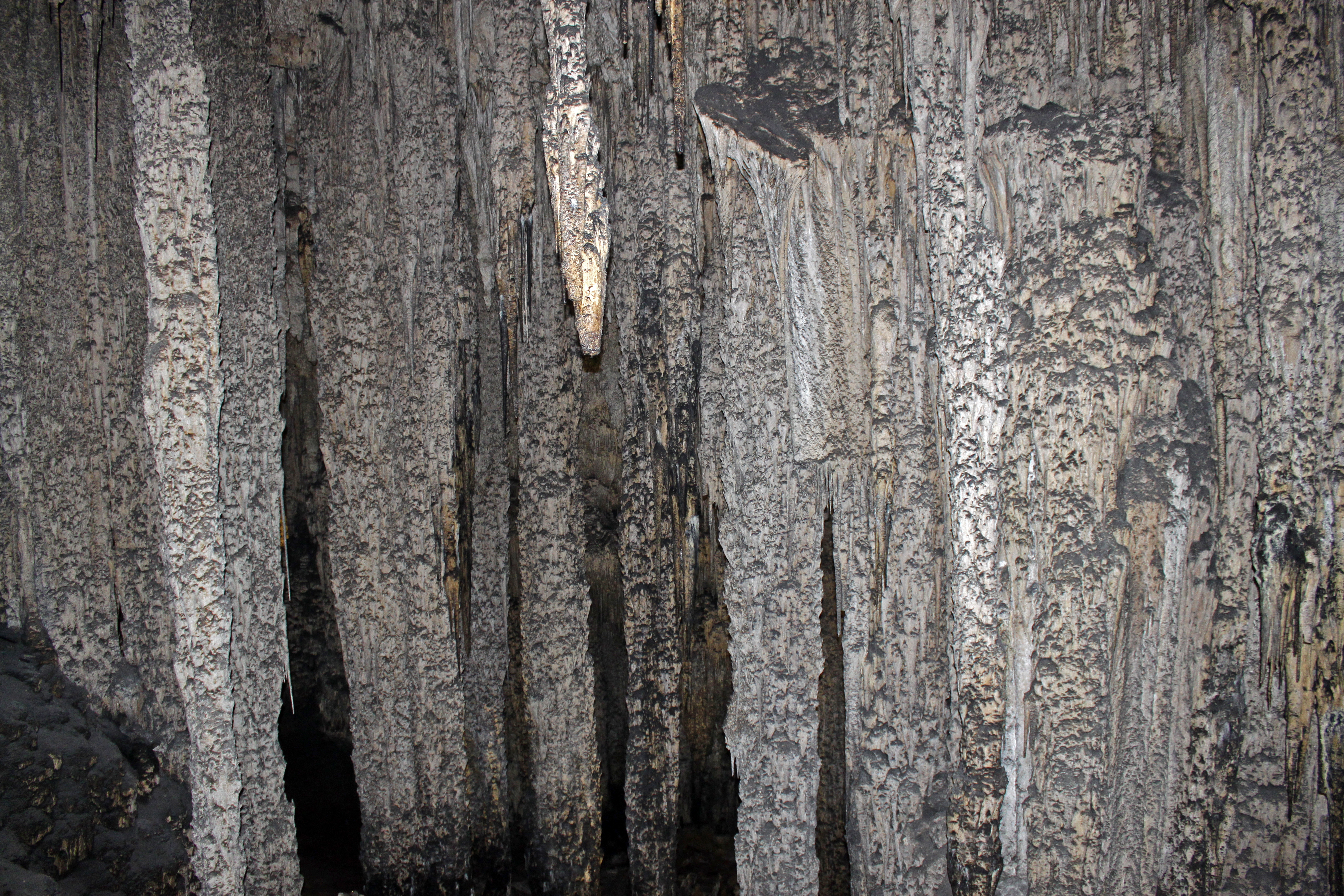
Пещеры Арты, Мальорка

## Механизм образования
Вода, проникающая в пещеру, растворяет известняк в химической реакции:
CaCO3 + H2O + CO2 => Ca2+ + 2 HCO3-
При определённых условиях (разница в парциальном давлении углекислого газа в растворе и воздухе) реакция идёт в обратную сторону, и происходит отложение карбоната кальция — растут сталактиты. Происходит это весьма медленно, характерное время — десятки, сотни лет. Средний темп роста составляет 0,13 мм в год. Длина сталактитов в отдельных случаях достигает нескольких метров. Самыми быстрорастущими сталактитами являются те, которые образуются из-за постоянного поступления медленно капающей воды, богатой карбонатом кальция (CaCO3) и диоксидом углерода (CO2), который может расти на 3 мм в год. Скорость образования капель должна быть достаточно медленной, чтобы позволить CO2 дегазировать из раствора в атмосферу пещеры, что приведет к отложению CaCO3 на сталактите. Слишком высокая скорость капель, и раствор, по-прежнему несущий большую часть CaCO3, падает на пол пещеры, где происходит дегазация, и CaCO3 откладывается в виде сталагмита.
Все известняковые сталактиты начинаются с одной минеральной капли воды. Когда капля падает, она откладывает тончайшее кольцо кальцита. Каждая последующая капля, которая образуется и падает, откладывает другое кольцо кальцита. В конце концов, эти кольца образуют очень узкую (диаметром от 4 до 5 мм) полую трубку, обычно известную как сталактит «содовая соломинка». Содовая соломинка может расти довольно долго, но она очень хрупкая. Если они засоряются обломками, вода начинает течь снаружи, откладывая больше кальцита и создавая более знакомый конусообразный сталактит.
При достаточном количестве карбоната кальция в растворе в месте падения капель с конца сталактита на полу пещеры вырастает встречное образование — сталагмит. В отличие от сталактитов, сталагмиты никогда не начинаются как полые «содовые соломинки». Со временем сталактит и сталагмит сливаются и образуют столбы карбоната кальция, колонну — сталагнат.
Образование сталактита, как правило, начинается на большой территории с несколькими путями для потока воды, богатой минералами. По мере того, как минералы растворяются в одном канале немного больше, чем в других конкурирующих каналах, доминирующий канал начинает забирать все больше доступной воды, что ускоряет ее рост, что в конечном итоге приводит к перекрытию всех других каналов. Это одна из причин, почему формации имеют тенденцию иметь минимальные расстояния друг от друга. Чем больше формация, тем больше межформационное расстояние.

### Лавовые сталактиты
Другой тип сталактита образуется в лавовых трубах, в то время как лава все еще активна внутри. Механизм формирования заключается в осадке материала на потолках пещер, однако при образовании лавовых сталактитов образование происходит очень быстро всего за несколько часов, дней или недель, тогда как известняковые сталактиты могут занимать до тысяч лет. Основное отличие лавовых сталактитов в том, что, как только лава перестаёт течь, сталактиты также перестают расти. Это означает, что если разрушить сталактит, он никогда не вырастет снова.
Подобно известняковым сталактитам, они могут оставлять на полу капли лавы, которые превращаются в сталагмиты из лавы, и в конечном итоге могут сливаться с соответствующим сталактитом, образуя столб.

#### Сталактиты «зубы акулы»

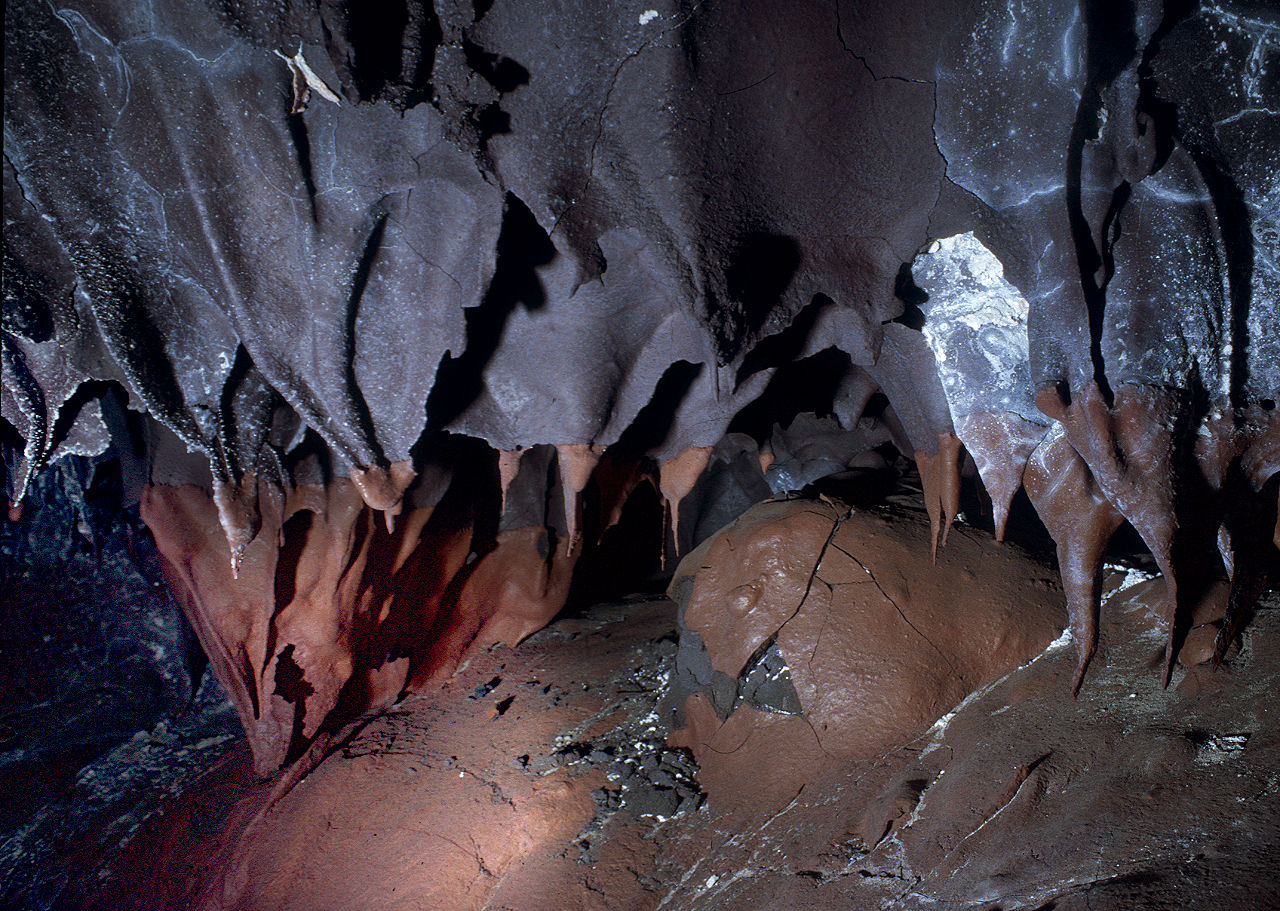
Сталактиты «зубы акулы»

Сталактит «зубы акулы» широкий и сужающийся к концу. В самом начале он может выглядеть как небольшой кусочек лавы, свисающий с потолка, но затем растет за счет нарастания слоев. Последовательные потоки лавы поднимаются и опускаются в лавовой трубе, покрывая и перекрывая сталактит большим количеством материала. Они могут варьироваться от нескольких миллиметров до более метра в длину.

#### Брызги сталактитов
При прохождении лавы через полости вещество будет выплескиваться на потолок и вытекать обратно вниз, превращаясь в сталактит. Этот тип пласта приводит к образованию сталактита очень неправильной формы, похожего на вытянутую ириску. Часто они могут быть другого цвета, чем оригинальная лава, которая образовала пещеру.

#### Трубчатые лавовые сталактиты
Когда потолок лавовой трубки охлаждается, образуется оболочка, которая задерживает полурасплавленный материал внутри. Поглощённые газы заставляют лаву выдавливаться через небольшие отверстия, в результате чего образуются полые трубчатые сталактиты, аналогичные содовым соломинкам, образующимся в осадочных образованиях в пещерах с раствором. Самая длинная из известных — длиной почти 2 метра. Они распространены в гавайских лавовых трубах и часто связаны с капельным сталагмитом, который образуется ниже, когда вещество проникает через трубчатый сталактит и накапливается на полу под ним. Иногда трубчатая форма разрушается вблизи дистального конца, наиболее вероятно, когда давление выходящих газов снижается и все еще расплавленные участки сталактитов сдавливаются и охлаждаются. Часто эти трубчатые сталактиты приобретают искривленный червеобразный вид, поскольку кусочки лавы кристаллизуются и заставляют поток течь в разных направлениях. На эти трубчатые лавовые геликтиты могут также влиять воздушные потоки, проходящие через трубу и направленные против ветра.

### Ледяные сталактиты
Обычным сталактитом, обнаруживаемым во многих пещерах в сезон или круглый год, является ледяной сталактит, обычно называемый сосульками, особенно на поверхности. Просачивание воды с поверхности проникает в пещеру, и если температура ниже нуля, вода образует сталактиты. Образование также может быть появиться посредством замерзания водяного пара. Подобно лавовым сталактитам, ледяные сталактиты формируются очень быстро в течение нескольких часов или дней. Однако, в отличие от сталактитов лавы, они могут отрастать, пока есть вода и подходящая температура.
Ледяные сталактиты также могут образовываться под морским льдом, когда солёная вода попадает в океанскую воду.
Ледяные сталактиты могут также образовывать соответствующие сталагмиты под ними, и они могут расти вместе, образуя ледяной столб.

### Бетонные сталактиты
Сталактиты также могут образовываться на бетоне и на водопроводных трубах, где наблюдается медленная утечка, а также кальций, магний или другие ионы в водопроводной воде, хотя они там образуются гораздо быстрее, чем в естественной пещерной среде. Эти вторичные отложения, такие как сталактиты, сталагмиты, каменистые отложения и другие, которые извлекаются из извести, строительного раствора или другого известкового материала в бетоне вне «пещерной» среды, не могут быть классифицированы как «спелеотем» по определению. Термин «кальтемит» используется для охвата вторичных отложений, которые имитируют формы и формы образования вне среды пещеры.
Способ, которым сталактиты образуются на бетоне, обусловлен другой химией, чем те, которые естественным образом образуются в известняковых пещерах, и обусловлен присутствием оксида кальция в цементе. Бетон производится из заполнителя, песка и цемента. Когда в смесь добавляют воду, оксид кальция в цементе реагирует с водой с образованием гидроксида кальция (Ca(OH)2).
Со временем любая дождевая вода, которая проникает в трещины в твердом бетоне, будет переносить любой свободный гидроксид кальция в растворе к краю бетона. Сталактиты могут образовываться, когда раствор появляется на нижней стороне бетонной конструкции, где он подвешен в воздухе, например, на потолке или балке. Когда раствор вступает в контакт с воздухом на нижней стороне бетонной конструкции, происходит другая химическая реакция. Раствор реагирует с углекислым газом в воздухе и осаждает карбонат кальция.
Когда этот раствор падает, он оставляет частицы карбоната кальция, и со временем они превращаются в сталактит. Обычно они имеют длину несколько сантиметров и диаметр приблизительно от 4 до 5 мм (от 0,16 до 0,20 дюйма).
Сталактит в форме соломки, который сформировался под бетонной конструкцией, может вырасти до 2 мм в день в длину, если скорость капель составляет приблизительно 11 минут между каплями. Изменения рН раствора выщелачивания могут способствовать дополнительным химическим реакциям, которые также могут влиять на скорость роста кальтемитового сталактита.

## Известные сталактиты
Белая камера в верхней пещере Джита-Грота в Ливане содержит известняковый сталактит 8,2 м, который доступен для посетителей и считается одним из самых длинных сталактитов в мире. 
В Раритетной палате в Грута-Рей-ду-Мату (Сет-Лагоас, Минас-Жерайс, Бразилия) находится ещё один весьма длинный 20-метровый известняковый сталактит. Тем не менее, спелеологи часто встречали более длинные сталактиты во время исследовательских работ. Один из самых длинных сталактитов, доступный для широкой публики, находится в Поля Ионейне (Пещера Дулин), графство Клэр, Ирландия, в карстовом регионе, известном как Буррен. Примечательно и то, что сталактит удерживается секцией кальцита меньше чем 0,3 м². Сталактиты впервые упоминаются (хотя и не под этим названием) римским естествоиспытателем Плинием в тексте, который также упоминает сталагмиты и колонны и ссылается на их создание путём капания воды. Термин «сталактит» был придуман в XVII веке датским врачом Оле Вормом, который придумал латинское слово от греческого слова σταλακτός (stalaktos, «капающий») и греческого суффикса -ίτης (-ites, связанного с или принадлежат).